# Perasia basileuca
Perasia basileuca är en fjärilsart som beskrevs av Walker 1869. Perasia basileuca ingår i släktet Perasia och familjen nattflyn. Inga underarter finns listade i Catalogue of Life.